# Michael Gelzer
Michael Gelzer (* 23. Juli 1916 in Schaffhausen; † 4. April 1999) war ein Schweizer Diplomat.

## Leben

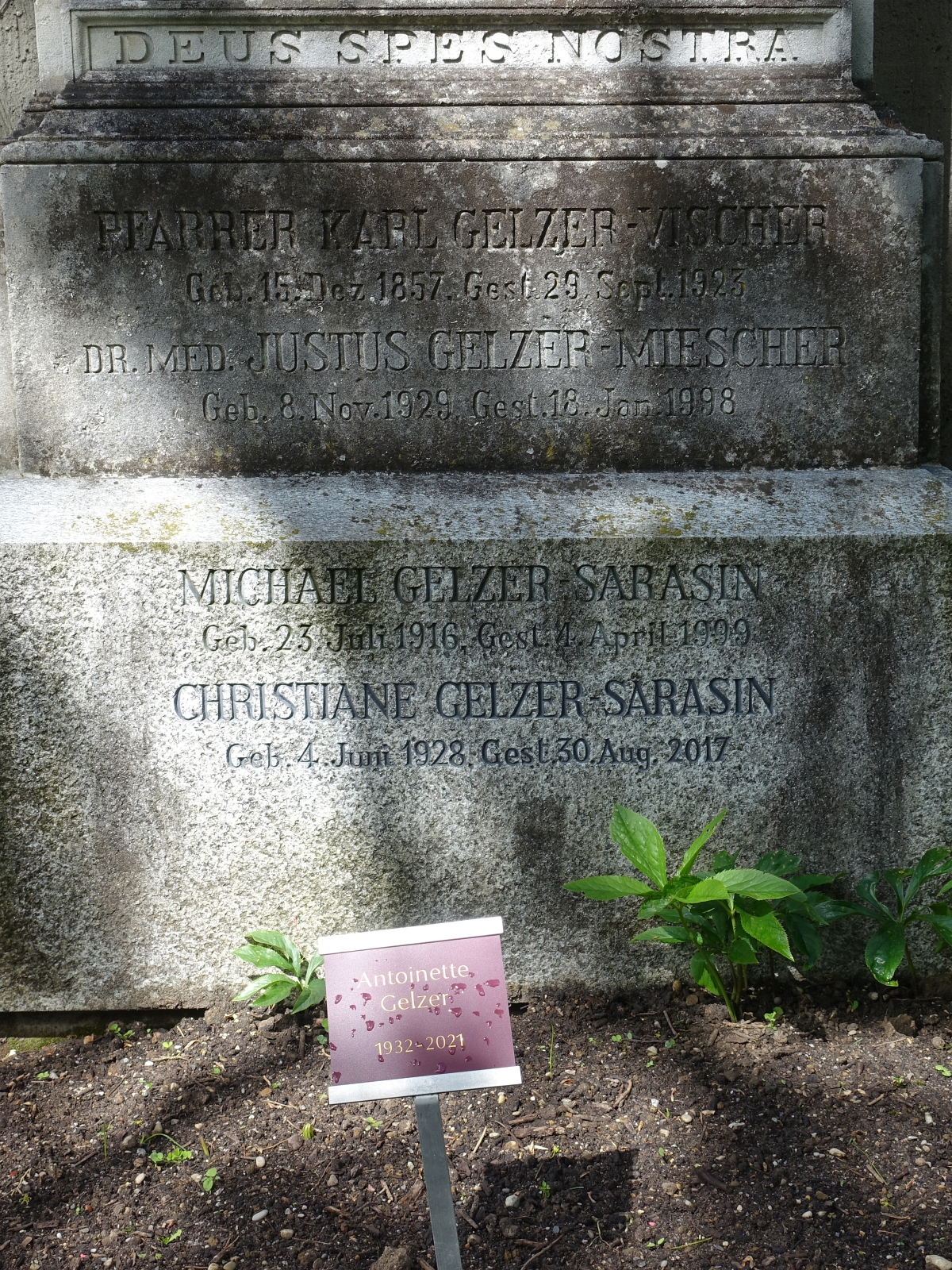
Grab auf dem Wolfgottesacker, Basel

Michael Gelzer war ein Sohn des Theologen, Pfarrers und Rektors der Basler Mission Heinrich Gelzer-Lüdecke (* 8. August 1888, † 29. Oktober 1963 in Basel) und der Charlotte Gelzer-Lüdecke (* 10. Dezember 1892; † 23. Juli 1983 in Basel). Diese fanden zusammen mit Maria Elisabeth Gelzer-Vischer (* 27. April 1863; † 23. August 1937) auf dem Friedhof am Hörnli ihre letzte Ruhestätte. 
Michael Gelzers jüngerer Bruder war der Missionar und Übersetzer David Georg Gelzer. Der Althistorikers Matthias Gelzer war deren Onkel. 
Gelzer absolvierte ein Studium der Rechtswissenschaften und legte seine Promotion zum Dr. jur. ab. Er trat in den diplomatischen Dienst und wurde am 24. Dezember 1946 Jurist im Aussenministerium, dem Eidgenössischen Politischen Departement, und erhielt am 17. Oktober 1950 seine Beförderung zum Juristen Erster Klasse. Danach war er vom 20. August 1951 bis zum 21. Januar 1955 als Gesandtschaftssekretär an der Gesandtschaft in Rumänien tätig und fungierte während dieser Zeit zwischen dem 10. Dezember 1953 und dem 28. April 1954 dort auch als Geschäftsträger ad Interim. Im Anschluss wechselte er als Gesandtschaftssekretär an die Botschaft in der Bundesrepublik Deutschland und verblieb dort bis zum 21. März 1957, ehe er vom 21. März 1957 bis 1959 als stellvertretender Chef einer Sektion im Aussenministerium Verwendung fand.
Im Anschluss war Gelzer zwischen 1959 und 1961 Leiter des Finanz- und Wirtschaftsdienstes sowie zugleich seit dem 1. Januar 1960 Chef einer Sektion der Politischen Abteilung des Politischen Departements. Danach war er von 1961 bis 1965 Botschaftsrat an der Botschaft in den Vereinigten Staaten und dort zuletzt seit 1963 Leiter der Wirtschaftsabteilung. Nach seiner Rückkehr war er zwischen 1966 und 1973 Chef der Sektion West der Politischen Abteilung des Politischen Departements sowie zugleich seit 1967 in Personalunion stellvertretender Chef der Politischen Abteilung des Politischen Departements. Während dieser Zeit wurde er am 16. Dezember 1969 Mitglied der Arbeitsgruppe Europäische Sicherheitskonferenz, die für die Vorbereitung der Konferenz über Sicherheit und Zusammenarbeit in Europa (KSZE) zuständig war, und gehörte daneben von 1970 bis zum 20. Februar 1975 als Mitglied der Kommission für die Investitionsrisikogarantie (IRG) an. Nach einer Umorganisation des Politischen Departements fungierte er vom 16. Juli 1973 bis 1974 als stellvertretender Direktor der Politischen Direktion des Politischen Departements sowie zugleich als Leiter der für bi- und multilaterale Beziehungen zuständigen Politischen Abteilung II der Politischen Direktion des Politischen Departements. Im Anschluss war seit Mai 1974 Mitglied der Arbeitsgruppe Florian und dort Präsident der für Missionen zuständigen Kommission I. Die Arbeitsgruppe Florian befasste sich mit den Aufgaben und Arbeitsweisen des Politischen Departements und erarbeitete Empfehlungen für Umorganisationen.
Am 16. März 1975 wurde Gelzer Nachfolger von Hans Lacher als Botschafter in der Bundesrepublik Deutschland und bekleidete diesen Posten bis zu seinem Eintritt in den Ruhestand am 31. Juli 1981, woraufhin Charles Müller sein dortiger Nachfolger wurde. In dieser Funktion vertrat er den Bundesrat am 12. Juli 1976 beim Begräbnis des ehemaligen Bundespräsidenten Gustav Heinemann sowie am 11. Mai 1977 von Alt-Bundeskanzler Ludwig Erhard.
Gelzer war mit Christiane, geborene Sarasin, verheiratet (1928–2017). Seine letzte Ruhestätte fand er auf dem Wolfgottesacker in Basel.

## Schriften
- Die Schweiz in der internationalen Wirtschaft. Ansprache. Hannover 1976.